# 高胡 (人物)
高胡（1927年1月—2017年10月16日），原籍江苏省金湖县，中国共产党及中华人民共和国官员，中共福建省委常委、中共福建省委组织部部长、中共福建省纪委书记，福建省政协副主席。

## 生平
1940年7月参加中国共产党领导的革命工作，历任新四军战士、见习医生、医务员，1942年3月加入中国共产党。第二次国共内战时期，历任华东军区第三后方医院室长、所长，华东军区卫生部第一重伤医院所长、队长，福建省福州市军管会卫生处军代表等职，参加了淮海战役、渡江战役、上海战役、杭州战役、福州战役等。中华人民共和国成立后，历任福建省卫生厅医学教育科、医学预防科副科长，福建卫生干校校长、党总支书记，中共福建省委政策研究室干部，福建医学院马列主义教研室主任、党委办公室主任，福建医科大学教务处处长，中国援塞内加尔医疗队队长，福建医科大学党委副书记、副校长等职。1981年8月调到中共福建省委机关工作，历任中共福建省委组织部副部长，中共福建省委常委、组织部部长，中共福建省委常委、中共福建省纪委书记，福建省政协副主席等职。1998年12月离职休养。
2017年10月16日，高胡在福州病逝，享年91岁。10月22日，高胡同志遗体告别仪式在福州举行。